# شناسه تابع
آوند یا شناسه یا  آرگومان (که عموما با عنوان ورودی تابع شناخته می‌شود) (به انگلیسی: argument) تابع، در ریاضیات، مقداری است که باید برای به دست آوردن نتیجهٔ تابع ارائه گردد. که به آن متغیر مستقل تابع هم می‌گویند.
واژهٔ argument در لغت به معنی «چیزی است که چیز دیگری را روشن می‌کند و توضیح می‌دهد» (that which elucidates something else) . استفاده از «argument(شناسه)» در این مفهوم از اخترشناسی توسعه یافته‌است، به صورت تاریخی در علم اخترشناسی از جداول برای تعیین مکان فضایی سیارات از موقعیت آن‌ها در فضا استفاده می‌شود. این جدوال بر اساس زاویه‌های اندازه‌گیری شده که شناسه (آرگومان) نامیده می‌شوند، سازماندهی می‌شوند.

## مثال‌ها
- برای مثال، تابع دودویی {\displaystyle f(x,y)=x^{2}+y^{2}} دو شناسه، x و y به صورت یک دوتایی مرتب دارد {\displaystyle (x,y)}.
- تابع هایپرهندسی یک مثال از تابع چهار شناسه‌ای است.
- شناسه یک تابع مثلثاتی یک زاویه است.
- شناسه یک تابع هذلولوی یک زاویه هایپربولیک است.

## تعاریف مرتبط با شناسه
تعداد شناسه‌هایی که یک تابع می‌پذیرد، آریتی (Arity) نامیده می‌شود.
تابعی که یک شناسه را به عنوان ورودی می‌گیرد، مثل {\displaystyle f(x)=x^{2}} تابع یوناری (unary) نامیده می‌شود.
تابعی از دو یا تعداد بیشتری متغیر را به عنوان ورودی می پذیرد، دامنه ای دارد که شامل زوج مرتب یا تاپل‌هایی از مقادیر شناسه اند.
بعضی اوقات می‌توان از زیرنویس‌ها برای اشاره به شناسه استفاده کرد. برای مثال می‌توان از پایین‌نویس برای اشاره به شناسه که براساس آن مشتق جزئی گرفته می‌شود استفاده کرد.

## تفاوت با پراسنجه
یک تابع ریاضیاتی، یک یا بیشتر شناسه به صورت متغیر مستقل دارد که در تعریف آن طراحی شده‌است، که می‌تواند شامل پراسنجه (پارامتر) باشد.
متغیرهای مستقل در لیست شناسه‌هایی که تابع می‌گیرد ذکر می‌شود، اما پراسنجه‌ها ذکر نمی‌گردند.
- برای مثال در تابع لگاریتمی {\displaystyle f(x)=\log _{b}(x)}، پایه b به عنوان پراسنجه درنظر گرفته می‌شود.